# Gustave Doussain
Pour les articles homonymes, voir Doussain.
Gustave Doussain, né le 1er mai 1872 à Saumur et mort le 21 mai 1945 à Fontenay-sous-Bois en France, est un homme politique français.

## Biographie

### Jeunesse et études
Gustave Doussain suit des études secondaires littéraires et obtient le baccalauréat. Il étudie à l'École libre des sciences politiques, et obtient par ailleurs une licence de droit.

### Parcours politique
Gustave Doussain est élu député républicain de gauche de la Seine en 1928. Il conserve ce poste jusqu'en 1940. Sous le Front populaire, il vote en faveur de la création d'une École nationale d'administration. Il se coordonne avec l’École libre des sciences politiques pour informer sa direction des tentatives de suppression de l'école par Jean Zay.
Il est appelé à des fonctions ministérielles comme sous-secrétaire d'État à l'Enseignement technique le 30 janvier 1934 dans le gouvernement Daladier (2). Il se maintient à ce poste jusqu'au 9 février.

## Sources
1. 1 2  Pierre Rain, L'École Libre Des Sciences Politiques, Fondation nationale des sciences politiques, 1963 (ISBN 978-2-7246-0033-9, lire en ligne)
2. ↑  « Gustave Doussain - Base de données des députés français depuis 1789 - Assemblée nationale », sur www2.assemblee-nationale.fr (consulté le 7 mars 2024)
3. ↑  (en) Philip Nord, France's New Deal: From the Thirties to the Postwar Era, Princeton University Press, 26 août 2012 (ISBN 978-0-691-15611-8, lire en ligne)

- « Gustave Doussain », dans le Dictionnaire des parlementaires français (1889-1940), sous la direction de Jean Jolly, PUF, 1960 [détail de l’édition]